# Hawks de Lubbock
Pour les articles homonymes, voir Hawks.
 (février 2024).
Si vous disposez d'ouvrages ou d'articles de référence ou si vous connaissez des sites web de qualité traitant du thème abordé ici, merci de compléter l'article en donnant les références utiles à sa vérifiabilité et en les liant à la section « Notes et références ».
Les Hawks de Lubbock (en anglais : Lubbock Hawks) sont une éphémère franchise de basket-ball féminin de la ville de Lubbock au Texas, appartenant à la NWBL. Cette franchise n'a disputé que la saison 2005.

## Palmarès
néant

## Entraîneurs
- 2005 :

## Joueuses célèbres ou marquantes
- Sheryl Swoopes